# Campeonato Italiano de Futebol de 1921–22 – Primeira Divisão (FIGC)
A Primeira Divisão do Campeonato Italiano de Futebol de 1921–22 da FIGC, também conhecida oficialmente como Prima Categoria de 1921–22, foi junto com o correspondente campeonato da Prima Divisione, a 21.ª edição da principal divisão do Campeonato Italiano de Futebol (a 15.ª e última como Prima Categoria).
A competição foi organizada pela Federazione Italiana Giuoco Calcio — FIGC (em português:  Federação Italiana de Futebol) e disputada entre 2 de outubro de 1921 e 28 de maio de 1922.
O título de campeão ficou com o Novese, seu primeiro título.
Esta edição é lembrada pela cisão do futebol italiano, que viu serem disputados dois campeonatos paralelos, o original organizado pela Federazione Italiana Giuoco Calcio (F.I.G.C.) e um outro organizado pela Confederazione Calcistica Italiana (C.C.I.), formado pelos clubes italianos mais importantes.

## Premiação
| Campeonato Italiano de Futebol de 1921–22 Primeira Divisão  |
| ----------------------------------------------------------- |
| Unione Sportiva Dilettantistica Novese Campeão (1.º título) |